# Punktgruppe
Eine Punktgruppe ist ein spezieller Typus einer Symmetriegruppe der euklidischen Geometrie, der die Symmetrie eines endlichen Körpers beschreibt. Alle Punktgruppen zeichnen sich dadurch aus, dass es einen Punkt gibt, der durch alle Symmetrieoperationen der Punktgruppe wieder auf sich selbst abgebildet wird. Aufgrund des  Neumannschen Prinzips bestimmt die Punktgruppe die makroskopischen Eigenschaften des Körpers. Weitere Aussagen lassen sich mit Hilfe der Darstellungstheorie gewinnen.
Verwendet werden die Punktgruppen:
- in der Kristallographie, wo die 32 kristallographischen Punktgruppen auch Kristallklassen genannt und inzwischen hauptsächlich mit Hilfe der Hermann-Mauguin-Symbolik bezeichnet werden,
- in der Molekülphysik, wo die Punktgruppen mit Hilfe der Schoenflies-Notation bezeichnet werden.

## Mathematische Grundlagen
Die Symmetrie eines Körpers wird mathematisch als Menge aller möglichen Symmetrieoperationen beschrieben (Symmetriegruppe). Mit Symmetrieoperationen sind dabei euklidische Bewegungen gemeint, die den Körper auf sich abbilden. Zu unterscheiden sind dabei
- gerade Bewegungen, welche die Orientierung erhalten und
- ungerade Bewegungen, welche die Orientierung umkehren, z. B. Spiegelungen an Ebenen.

In den Punktgruppen des dreidimensionalen, euklidischen Vektorraums sind Symmetrieoperationen möglich, die mindestens einen Fixpunkt besitzen:
- Identität
- Punktspiegelung an einem Inversionszentrum
- Ebenenspiegelung
- Drehung um eine Drehachse

sowie die Kopplung aus Drehung und Punktspiegelung:
- Drehinversion.

Die Translation, die Schraubung und die Gleitspiegelung können nicht Elemente einer Punktgruppe sein, da sie keinen Fixpunkt besitzen.
Wenn man das Hintereinanderausführen von Symmetrieoperationen als additive Verknüpfung auffasst, erkennt man, dass eine Menge von Symmetrieoperationen eine (in der Regel nicht kommutative) Gruppe ist.
Es gibt
- kontinuierliche Punktgruppen. Sie werden auch Curie-Gruppen genannt und bestehen aus
  - den Zylindergruppen (mit einer unendlichzähligen Drehachse) und
  - den Kugelgruppen (mit zwei unendlichzähligen Drehachsen);
- diskrete Punktgruppen. Sie lassen sich einteilen in:
  - diskrete Punktgruppen mit maximal einer Drehachse mit einer Zähligkeit größer zwei. Sie können mit Spiegelebenen und zweizähligen Drehachsen kombiniert sein, dabei gibt es folgende Möglichkeiten:

| Gruppe            | Gruppensymbol (Schönflies) | Erläuterung |
| ----------------- | -------------------------- | --- |
| Drehgruppe        | Cn                         | Eine n-zählige Drehachse |
| Drehgruppe        | Cnv                        | 1 Cn-Achse + n Spiegelebenen, die diese Achse enthalten (v: vertikale Spiegelebene)                                           |
| Drehgruppe        | Cnh                        | 1 Cn-Achse + 1 Spiegelebene senkrecht zu dieser Achse (h: horizontale Spiegelebene)                                           |
| Diedergruppe      | Dn                         | 1 Cn-Achse + n C2-Achsen senkrecht dazu                                                                                       |
| Diedergruppe      | Dnd                        | 1 Dn-Achse + n Spiegelebenen, die die Dn-Achse und eine Winkelhalbierende der C2-Achsen enthalten (d: diagonale Spiegelebene) |
| Diedergruppe      | Dnh                        | 1 Dn-Achse + 1 Spiegelebene senkrecht dazu                                                                                    |
| Drehspiegelgruppe | Sn                         | 1 n-zählige Drehspiegelachse                                                                                                  |
Für einzelne dieser Gruppen gibt es spezielle Bezeichnungen:
- {\displaystyle C_{S}\equiv C_{1v}\equiv C_{1h}\equiv S_{1}} ({\displaystyle S=} Spiegelung)
- {\displaystyle C_{i}\equiv S_{2}} ({\displaystyle i=} Inversion, d. h. Punktspiegelung)

- diskrete Punktgruppen mit mindestens zwei Drehachsen mit einer Zähligkeit größer zwei. Sie entsprechen den Symmetriegruppen der platonischen Körper:
  - Die Tetraedergruppen: {\displaystyle T,T_{d},T_{h}}. Dabei entspricht {\displaystyle T_{d}} der vollen Symmetrie eines Tetraeders.
  - Die Oktaedergruppen: {\displaystyle O,O_{h}}. Dabei entspricht {\displaystyle O_{h}} der vollen Symmetrie eines Oktaeders bzw. Hexaeders.
  - Die Ikosaedergruppen: {\displaystyle I,I_{h}}. Dabei entspricht {\displaystyle I_{h}} der vollen Symmetrie eines Ikosaeders bzw. Dodekaeders.

## Punktgruppen in der Kristallographie
Die vollständige mögliche Symmetrie einer Kristallstruktur wird mit den 230 kristallographischen Raumgruppen beschrieben. Hier kommen zusätzlich zu den Symmetrieoperationen der Punktgruppen auch Translationen in Form von Schraubungen und Gleitspiegelungen als Symmetrieoperationen vor.
Dagegen genügen zur Beschreibung der Symmetrie eines makroskopischen Einkristalls die Punktgruppen, da es sich bei Kristallen stets um konvexe Polyeder handelt und mögliche interne Translationen in der Struktur makroskopisch nicht erkennbar sind. Streicht man also in einer Raumgruppe alle Translationen und ersetzt zusätzlich die Schraubenachsen durch entsprechende Drehachsen sowie die Gleitspiegelebenen durch entsprechende Spiegelebenen, so erhält man die geometrische Kristallklasse oder Punktgruppe des Kristalls.
Als Kristallklassen bzw. kristallographische Punktgruppen kommen daher nur diejenigen dreidimensionalen Punktgruppen in Frage, deren Symmetrien mit einem dreidimensional unendlich ausgedehnten (Kristall-)Gitter vereinbar sind. Dies ist bei den Punktgruppen der Fall, die ausschließlich 1-, 2-, 3-, 4- und/oder 6-zählige Drehachsen (d. h. Drehungen um 360°, 180°, 120°, 90° bzw. 60°) und/oder Drehinversionsachsen (d. h. Drehungen um 360°, 180°, 120°, 90° bzw. 60° mit jeweils daran gekoppelter Punktspiegelung; die 2-zählige Drehinversionsachse 2 führt dabei zum selben Ergebnis wie eine Ebenenspiegelung, weshalb für diese das Symbol m für eine Spiegelebene verwendet wird) enthalten. Folgende 32 Punktgruppen erfüllen die vorgenannten Bedingungen:

### Die 32 kristallographischen Punktgruppen (Kristallklassen)
| Punktgruppe (Kristallklasse) 1 | Punktgruppe (Kristallklasse) 1     | Punktgruppe (Kristallklasse) 1 | Punktgruppe (Kristallklasse) 1 | Punktgruppe (Kristallklasse) 1 | Lauegruppe | Kristallsystem | Kristallfamilie | Zugehörige Raumgruppen (Nr.) | Physikalische Eigenschaften 2 | Physikalische Eigenschaften 2 | Physikalische Eigenschaften 2 | Physikalische Eigenschaften 2 | Beispiele               |
| Nr. | Name                               | Symbol                         | Symbol                         | Symbol                         | Lauegruppe | Kristallsystem | Kristallfamilie | Zugehörige Raumgruppen (Nr.) | Enantiomorphie                | Optische Aktivität            | Pyroelektrizität              | Piezoelektrizität; SHG-Effekt | Beispiele               |
| Nr. | Name                               | Schoenflies                    | Hermann-Mauguin                | Hermann-Mauguin                | Lauegruppe | Kristallsystem | Kristallfamilie | Zugehörige Raumgruppen (Nr.) | Enantiomorphie                | Optische Aktivität            | Pyroelektrizität              | Piezoelektrizität; SHG-Effekt | Beispiele               |
| Nr. | Name                               | Schoenflies                    | Lang                           | Kurz                           | Lauegruppe | Kristallsystem | Kristallfamilie | Zugehörige Raumgruppen (Nr.) | Enantiomorphie                | Optische Aktivität            | Pyroelektrizität              | Piezoelektrizität; SHG-Effekt | Beispiele               |
| --- | ---------------------------------- | ------------------------------ | ------------------------------ | ------------------------------ | ---------- | -------------- | --------------- | --- | ----------------------------- | ----------------------------- | ----------------------------- | ----------------------------- | ----------------------- |
| 1 | triklin-pedial                     | C1                             | 1                              | 1                              | 1          | triklin        | triklin         | P1 (1) | +                             | +                             | [uvw]                         | +                             | Abelsonit Axinit        |
| 2 | triklin-pinakoidal                 | Ci (S2)                        | 1                              | 1                              | 1          | triklin        | triklin         | P1 (2) | –                             | –                             | –                             | –                             | Albit Anorthit          |
| 3 | monoklin-sphenoidisch              | C2                             | 121                            | 2                              | 2/m        | monoklin       | monoklin        | P2 (3), P21 (4), C2 (5) | +                             | +                             | [010]                         | +                             | Uranophan Halotrichit   |
| 3 | monoklin-sphenoidisch              | C2                             | 112                            | 2                              | 2/m        | monoklin       | monoklin        | P2 (3), P21 (4), C2 (5) | +                             | +                             | [001]                         | +                             | Uranophan Halotrichit   |
| 4 | monoklin-domatisch                 | Cs (C1h)                       | 1m1                            | m                              | 2/m        | monoklin       | monoklin        | Pm (6), Pc (7), Cm (8), Cc (9) | –                             | +                             | [u0w]                         | +                             | Soda Skolezit           |
| 4 | monoklin-domatisch                 | Cs (C1h)                       | 11m                            | m                              | 2/m        | monoklin       | monoklin        | Pm (6), Pc (7), Cm (8), Cc (9) | –                             | +                             | [uv0]                         | +                             | Soda Skolezit           |
| 5 | monoklin-prismatisch               | C2h                            | 12/m1                          | 2/m                            | 2/m        | monoklin       | monoklin        | P2/m (10), P21/m (11), C2/m (12), P2/c (13), P21/c (14), C2/c (15) | –                             | –                             | –                             | –                             | Gips Kryolith           |
| 5 | monoklin-prismatisch               | C2h                            | 112/m                          | 2/m                            | 2/m        | monoklin       | monoklin        | P2/m (10), P21/m (11), C2/m (12), P2/c (13), P21/c (14), C2/c (15) | –                             | –                             | –                             | –                             | Gips Kryolith           |
| 6 | orthorhombisch-disphenoidisch      | D2 (V)                         | 222                            | 222                            | mmm        | orthorhombisch | orthorhombisch  | P222 (16), P2221 (17), P21212 (18), P212121 (19), C2221 (20), C222 (21), F222 (22), I222 (23), I212121 (24) | +                             | +                             | –                             | +                             | Austinit Epsomit        |
| 7 | orthorhombisch-pyramidal           | C2v                            | mm2                            | mm2                            | mmm        | orthorhombisch | orthorhombisch  | Pmm2 (25), Pmc21 (26), Pcc2 (27), Pma2 (28), Pca21 (29), Pnc2 (30), Pmn21 (31), Pba2 (32), Pna21 (33), Pnn2 (34), Cmm2 (35), Cmc21 (36), Ccc2 (37), Amm2 (38), Aem2 (39), Ama2 (40), Aea2 (41), Fmm2 (42), Fdd2 (43), Imm2 (44), Iba2 (45), Ima2 (46)                                                              | –                             | +                             | [001]                         | +                             | Hemimorphit Struvit     |
| 8 | orthorhombisch-dipyramidal         | D2h (Vh)                       | 2/m2/m2/m                      | mmm                            | mmm        | orthorhombisch | orthorhombisch  | Pmmm (47), Pnnn (48), Pccm (49), Pban (50), Pmma (51), Pnna (52), Pmna (53), Pcca (54), Pbam (55), Pccn (56), Pbcm (57), Pnnm (58), Pmmn (59), Pbcn (60), Pbca (61), Pnma (62), Cmcm (63), Cmce (64), Cmmm (65), Cccm (66), Cmme (67), Ccce (68), Fmmm (69), Fddd (70), Immm (71), Ibam (72), Ibca (73), Imma (74) | –                             | –                             | –                             | –                             | Topas Anhydrit          |
| 9 | tetragonal-pyramidal               | C4                             | 4                              | 4                              | 4/m        | tetragonal     | tetragonal      | P4 (75), P41 (76), P42 (77), P43 (78), I4 (79), I41 (80) | +                             | +                             | [001]                         | +                             | Piypit Pinnoit          |
| 10 | tetragonal-disphenoidisch          | S4                             | 4                              | 4                              | 4/m        | tetragonal     | tetragonal      | P4 (82), I4 (82) | –                             | +                             | –                             | +                             | Schreibersit Cahnit     |
| 11 | tetragonal-dipyramidal             | C4h                            | 4/m                            | 4/m                            | 4/m        | tetragonal     | tetragonal      | P4/m (83), P42/m (84), P4/n (85), P42/n (86), I4/m (87), I41/a (88) | –                             | –                             | –                             | –                             | Scheelit Baotit         |
| 12 | tetragonal-trapezoedrisch          | D4                             | 422                            | 422                            | 4/mmm      | tetragonal     | tetragonal      | P422 (89), P4212 (90), P4122 (91), P41212 (92), P4222 (93), P4212 (94), P4322 (95), P43212 (96), I422 (97), I4122 (98) | +                             | +                             | –                             | +                             | Cristobalit Maucherit   |
| 13 | ditetragonal-pyramidal             | C4v                            | 4mm                            | 4mm                            | 4/mmm      | tetragonal     | tetragonal      | P4mm (99), P4bm (100), P42cm (101), P42nm (102), P4cc (103), P4nc (104), P42mc (105), P42bc (106), I4mm (107), I4cm (108), I41md (109), I41cd (110) | –                             | –                             | [001]                         | +                             | Lenait Diaboleit        |
| 14 | tetragonal-skalenoedrisch          | D2d (Vd)                       | 42m                            | 42m                            | 4/mmm      | tetragonal     | tetragonal      | P42m (111), P42c (112), P421m (113), P421c (114) | –                             | +                             | –                             | +                             | Chalkopyrit Stannit     |
| 14 | tetragonal-skalenoedrisch          | D2d (Vd)                       | 4m2                            | 42m                            | 4/mmm      | tetragonal     | tetragonal      | P4m2 (115), P4c2 (116), P4b2 (117), P4n2 (118), I4m2 (119), I4c2 (120), I42m (121), I42d (122) | –                             | +                             | –                             | +                             | Chalkopyrit Stannit     |
| 15 | ditetragonal-dipyramidal           | D4h                            | 4/m2/m2/m                      | 4/mmm                          | 4/mmm      | tetragonal     | tetragonal      | P4/mmm (123), P4/mcc (124), P4/nbm (125), P4/nnc (126), P4/mbm (127), P4/mnc (128), P4/nmm (129), P4/ncc (130), P42/mmc (131), P42/mcm (132), P42/nbc (133), P42/nnm (134), P42/mbc (135), P42/mnm (136), P42/nmc (137), P42/ncm (138), I4/mmm (139), I4/mcm (140), I41/amd (141), I41/acd (142)                   | –                             | –                             | –                             | –                             | Rutil Zirkon            |
| 16 | trigonal-pyramidal                 | C3                             | 3                              | 3                              | 3          | trigonal       | hexagonal       | P3 (143), P31 (144), P32 (145), R3 (146) | +                             | +                             | [001]                         | +                             | Carlinit Aqualith       |
| 17 | rhomboedrisch                      | C3i (S6)                       | 3                              | 3                              | 3          | trigonal       | hexagonal       | P3 (147), R3 (148) | –                             | –                             | –                             | –                             | Dolomit Dioptas         |
| 18 | trigonal-trapezoedrisch            | D3                             | 321                            | 32                             | 3m         | trigonal       | hexagonal       | P321 (150), P3121 (152), P3221 (154), R32 (155) | +                             | +                             | –                             | +                             | Quarz Tellur            |
| 18 | trigonal-trapezoedrisch            | D3                             | 312                            | 32                             | 3m         | trigonal       | hexagonal       | P312 (149), P3112 (151), P3212 (153) | +                             | +                             | –                             | +                             | Quarz Tellur            |
| 19 | ditrigonal-pyramidal               | C3v                            | 3m1                            | 3m                             | 3m         | trigonal       | hexagonal       | P3m1 (156), P3c1 (158), R3m (160), R3c (161) | –                             | –                             | [001]                         | +                             | Turmalin Pyrargyrit     |
| 19 | ditrigonal-pyramidal               | C3v                            | 31m                            | 3m                             | 3m         | trigonal       | hexagonal       | P31m (157), P31c (159) | –                             | –                             | [001]                         | +                             | Turmalin Pyrargyrit     |
| 20 | ditrigonal-skalenoedrisch          | D3d                            | 312/m                          | 3m                             | 3m         | trigonal       | hexagonal       | P31m (162), P31c (163) | –                             | –                             | –                             | –                             | Calcit Korund           |
| 20 | ditrigonal-skalenoedrisch          | D3d                            | 32/m1                          | 3m                             | 3m         | trigonal       | hexagonal       | P3m1 (164), P3c1 (165), R3m (166), R3c (167) | –                             | –                             | –                             | –                             | Calcit Korund           |
| 21 | hexagonal-pyramidal                | C6                             | 6                              | 6                              | 6/m        | hexagonal      | hexagonal       | P6 (168), P61 (169), P65 (170), P62 (171), P64 (172), P63 (173) | +                             | +                             | [001]                         | +                             | Nephelin Zinkenit       |
| 22 | trigonal-dipyramidal               | C3h                            | 6                              | 6                              | 6/m        | hexagonal      | hexagonal       | P6 (174) | –                             | –                             | –                             | +                             | Penfieldit Laurelit     |
| 23 | hexagonal-dipyramidal              | C6h                            | 6/m                            | 6/m                            | 6/m        | hexagonal      | hexagonal       | P6/m (175), P63/m (176) | –                             | –                             | –                             | –                             | Apatit Zemannit         |
| 24 | hexagonal-trapezoedrisch           | D6                             | 622                            | 622                            | 6/mmm      | hexagonal      | hexagonal       | P622 (177), P6122 (178), P6522 (179), P6222 (180), P6422 (181), P6322 (182) | +                             | +                             | –                             | +                             | Hochquarz Pseudorutil   |
| 25 | dihexagonal-pyramidal              | C6v                            | 6mm                            | 6mm                            | 6/mmm      | hexagonal      | hexagonal       | P6mm (183), P6cc (184), P63cm (185), P63mc (186) | –                             | –                             | [001]                         | +                             | Wurtzit Zinkit          |
| 26 | ditrigonal-dipyramidal             | D3h                            | 6m2                            | 6m2                            | 6/mmm      | hexagonal      | hexagonal       | P6m2 (187), P6c2 (188) | –                             | –                             | –                             | +                             | Bastnäsit Benitoit      |
| 26 | ditrigonal-dipyramidal             | D3h                            | 62m                            | 6m2                            | 6/mmm      | hexagonal      | hexagonal       | P62m (189), P62c (190) | –                             | –                             | –                             | +                             | Bastnäsit Benitoit      |
| 27 | dihexagonal-dipyramidal            | D6h                            | 6/m2/m2/m                      | 6/mmm                          | 6/mmm      | hexagonal      | hexagonal       | P6/mmm (191), P6/mcc (192), P63/mcm (193), P63/mmc (194) | –                             | –                             | –                             | –                             | Graphit Magnesium       |
| 28 | tetraedrisch-pentagondodekaedrisch | T                              | 23                             | 23                             | m3         | kubisch        | kubisch         | P23 (195), F23 (196), I23 (197), P213 (198), I213 (199) | +                             | +                             | –                             | +                             | Ullmannit Natriumbromat |
| 29 | disdodekaedrisch                   | Th                             | 2/m3                           | m3                             | m3         | kubisch        | kubisch         | Pm3 (200), Pn3 (201), Fm3 (202), Fd3 (203), Im3 (204), Pa3 (205), Ia3 (206) | –                             | –                             | –                             | –                             | Pyrit Kalialaun         |
| 30 | pentagon-ikositetraedrisch         | O                              | 432                            | 432                            | m3m        | kubisch        | kubisch         | P432 (207), P4232 (208), F432 (209), F4132 (210), I432 (211), P4332 (212), P4132 (213), I4132 (214) | +                             | +                             | –                             | –                             | Maghemit Ye’elimit      |
| 31 | hexakistetraedrisch                | Td                             | 43m                            | 43m                            | m3m        | kubisch        | kubisch         | P43m (215), F43m (216), I43m (217), P43n (218), F43c (219), I43d (220) | –                             | –                             | –                             | +                             | Sphalerit Sodalith      |
| 32 | hexakisoktaedrisch                 | Oh                             | 4/m32/m                        | m3m                            | m3m        | kubisch        | kubisch         | Pm3m (221), Pn3n (222), Pm3n (223), Pn3m (224), Fm3m (225), Fm3c (226), Fd3m (227), Fd3c (228), Im3m (229), Ia3d (230) | –                             | –                             | –                             | –                             | Diamant Kupfer          |
| 1 Die Hintergrundfarbe zeigt die Holoedrie und Meroedrie(n) der jeweiligen Kristallsysteme an. Holoedrie: Die Punktgruppe stimmt mit der Punktgruppe des Gitters überein Hemiedrien: Paramorphie: Wegfall der Spiegelebene parallel zur Hauptachse Hemimorphie: Wegfall der Spiegelebene senkrecht zur Hauptachse Enantiomorphie: Wegfall aller Spiegelebenen und Inversionszentren Hemiedrie 2. Art: Wegfall aller Inversionszentren, nur geradzahlige Drehinversionsachsen Tetartoedrien: Tetartoedrie: Untergruppe der Paramorphie, Hemimorphie oder Enantiomorphie; Wegfall aller Spiegelebenen und teilweise der 2-zähligen Drehachsen. Da nur Drehachsen vorkommen, sind diese Punktkruppen ebenfalls enantiomorph Tetartoedrie 2. Art: Untergruppe der Hemiedrie 2. Art; Wegfall aller Spiegelebenen und 2-zähligen Drehachsen 2 Bei den Angaben zu den physikalischen Eigenschaften bedeutet: Aufgrund der Symmetrie erlaubt und vorhanden Aufgrund der Symmetrie verboten und nicht vorhanden Über die Größenordnung der optischen Aktivität, Pyro- und Piezoelektrizität sowie des SHG-Effekts kann rein aufgrund der Symmetrie keine Aussage getroffen werden. Für die Pyroelektrizität ist, sofern vorhanden, die Richtung des pyroelektrischen Vektors angegeben. |                                    |                                |                                |                                |            |                |                 | |                               |                               |                               |                               |                         |

## Punktgruppen in der Molekülphysik
| Schoenflies                                  | Hermann-Mauguin                | Symmetrieelemente                     | Molekülbeispiele                                  |
| -------------------------------------------- | ------------------------------ | ------------------------------------- | ------------------------------------------------- |
| Punktgruppen geringer Symmetrie              |                                |                                       |                                                   |
| C1                                           | {\displaystyle 1\ }            | I/E = C1                              | CHFClBr, SOBrCl                                   |
| Cs ≡ S1                                      | {\displaystyle m\ }            | σ ≡ S1                                | BFClBr, SOCl2                                     |
| Ci ≡ S2                                      | {\displaystyle {\bar {1}}}     | i ≡ S2                                | 1,2-Dibrom-1,2-Dichlorethan, meso-Weinsäure       |
| ebene Drehgruppen SO(2)                      |                                |                                       |                                                   |
| C2                                           | {\displaystyle 2\ }            | C2                                    | H2O2, S2Cl2                                       |
| C3                                           | {\displaystyle 3\ }            | C3                                    | Triphenylmethan, N(GeH3)3                         |
| C4                                           | {\displaystyle 4\ }            | C4                                    |                                                   |
| C5                                           | {\displaystyle 5\ }            | C5                                    | 15-Krone-5                                        |
| C6                                           | {\displaystyle 6\ }            | C6                                    | α-Cyclodextrin                                    |
| Drehgruppen mit vertikalen Spiegelebenen     |                                |                                       |                                                   |
| C2v ≡ D1h                                    | {\displaystyle 2mm\ }          | C2, 2σv                               | H2O, SO2Cl2, o-/m-Dichlorbenzol                   |
| C3v                                          | {\displaystyle 3m\ }           | C3, 3σv                               | NH3, CHCl3, CH3Cl, POCl3                          |
| C4v                                          | {\displaystyle 4mm\ }          | C4, 4σv                               | SF5Cl, XeOF4                                      |
| C5v                                          | -                              | C5, 5σv                               | Corannulen, C5H5In                                |
| C6v                                          | {\displaystyle 6mm\ }          | C6, 6σv                               | Benzol-hexamethylbenzol-chrom(0)                  |
| C∞v                                          | -                              | C∞, ∞σv                               | lineare Moleküle wie HCN, COS                     |
| Drehgruppen mit horizontalen Spiegelebenen   |                                |                                       |                                                   |
| C2h ≡ D1d ≡ S2v                              | {\displaystyle 2/m\ }          | C2, σh, i                             | Oxalsäure, trans-Buten                            |
| C3h ≡ S3                                     | {\displaystyle 3/m\ }          | C3, σh                                | Borsäure                                          |
| C4h                                          | {\displaystyle 4/m\ }          | C4, σh, i                             | Polycycloalkan C12H20                             |
| C6h                                          | {\displaystyle 6/m\ }          | C6, σh, i                             | Hexa-2-propenyl-benzol                            |
| Drehspiegelgruppen                           |                                |                                       |                                                   |
| S4                                           | {\displaystyle {\bar {4}}}     | S4                                    | 12-Krone-4, Tetraphenylmethan, Si(OCH3)4          |
| S6 ≡ C3i                                     | {\displaystyle {\bar {3}}}     | S6                                    | 18-Krone-6, Hexacyclopropylethan                  |
| Diedergruppen                                |                                |                                       |                                                   |
| D2 ≡ S1v                                     | {\displaystyle 222\ }          | 3C2                                   | Twistan                                           |
| D3                                           | {\displaystyle 32\ }           | C3, 3C2                               | Tris-chelatkomplexe                               |
| D4                                           | {\displaystyle 422\ }          | C4, 4C2                               | -                                                 |
| D6                                           | {\displaystyle 622\ }          | C6, 6C2                               | Hexaphenylbenzol                                  |
| Diedergruppen mit horizontalen Spiegelebenen |                                |                                       |                                                   |
| D2h                                          | {\displaystyle mmm\ }          | S2, 3C2, 2σv, σh, i                   | Ethen, p-Dichlorbenzol                            |
| D3h                                          | {\displaystyle {\bar {6}}2m}   | S3, C3, 3C2, 3σv, σh                  | BF3, PCl5                                         |
| D4h                                          | {\displaystyle 4/mmm\ }        | S4, C4, 4C2, 4σv, σh, i               | XeF4                                              |
| D5h                                          | -                              | S5, C5, 5C2, 5σv, σh                  | IF7                                               |
| D6h                                          | {\displaystyle 6/mmm\ }        | S6, C6, 6C2, 6σv, σh, i               | Benzol                                            |
| D∞h                                          | -                              | S2, C∞, ∞C2, ∞σv, σh, i               | lineare Moleküle wie Kohlendioxid, Ethin          |
| Diedergruppen mit diagonalen Spiegelebenen   |                                |                                       |                                                   |
| D2d ≡ S4v                                    | {\displaystyle {\bar {4}}2m\ } | S4, 2C2, 2σd                          | Propadien, Cyclooctatetraen, B2Cl4                |
| D3d ≡ S6v                                    | {\displaystyle {\bar {3}}m\ }  | S6, C3, 3C2, 3σd, i                   | Cyclohexan                                        |
| D4d ≡ S8v                                    | -                              | S8, C4, 4C2, 4σd                      | Cyclo-Schwefel (S8)                               |
| D5d ≡ S10v                                   | -                              | S10, C5, 5C2, 5σd                     | Ferrocen                                          |
| Tetraedergruppen                             |                                |                                       |                                                   |
| T                                            | {\displaystyle 23\ }           | 4C3, 3C2                              | Pt(PF3)4                                          |
| Th                                           | {\displaystyle m3}             | 4S6, 4C3, 3C2, 3σh, i                 | Fe(C6H5)6                                         |
| Td                                           | {\displaystyle {\bar {4}}3m}   | 3S4, 4C3, 3C2, 6σd                    | CH4, P4, Adamantan                                |
| Oktaedergruppen                              |                                |                                       |                                                   |
| O                                            | {\displaystyle 432\ }          | 3C4, 4C3, 6C2                         | -                                                 |
| Oh                                           | {\displaystyle m3m\ }          | 4S6, 3S4, 3C4, 4C3, 6C2, 3σh, 6σd, i  | SF6, Cuban                                        |
| Ikosaedergruppen                             |                                |                                       |                                                   |
| I                                            | -                              | 12S10, 10S6, 6C5, 10C3, 15C2          | -                                                 |
| Ih                                           | -                              | 12S10, 10S6, 6C5, 10C3, 15C2, 15σv, i | Fulleren-C60, Fulleren-C20 (Pentagondodekaeder)   |
| räumliche Drehgruppen SO(3)                  |                                |                                       |                                                   |
| Kh                                           | -                              | ∞C∞, ∞σ, i                            | einatomige Teilchen wie Helium, Elementarteilchen |

## Anwendungen
Die Eigenschaften eines Kristalls hängen im Allgemeinen von der Richtung ab. Daher werden alle Materialeigenschaften durch einen entsprechenden Tensor beschrieben.
Es gibt einen festen Zusammenhang zwischen der Punktgruppe eines Kristalls und der Form des jeweiligen Eigenschaftstensors bzw. der Anzahl seiner unabhängigen Komponenten. Dazu zwei Beispiele:
1. In Punktgruppen mit einem Inversionszentrum sind alle Komponenten eines ungeraden Tensors identisch Null. Daher gibt es in diesen Punktgruppen keinen Pyroeffekt, keinen Piezoeffekt und auch keine optische Aktivität.
2. Die elastischen Konstanten sind ein Tensor 4. Stufe, der im Allgemeinen 34 = 81 Komponenten hat. Im kubischen Kristallsystem gibt es aber nur drei unabhängige, von Null verschiedene Komponenten:

- C1111 (= C2222 = C3333)
- C1122 (= C2233 = C1133) und
- C1212 (= C1313 = C2323);

alle andere Komponenten sind Null.
In der Molekül- und Festkörperphysik kann man aus der Symmetrie des Moleküls bzw. Kristalls die Anzahl der infrarot- und raman-aktiven Moden und deren Auslenkungsmuster bestimmen. Eine Zuordnung der gemessenen Frequenzen zu den jeweiligen Moden ist mit gruppentheoretischen Methoden nicht möglich. Kann man diese Zuordnung durchführen, so kann man aus den Frequenzen die Bindungsenergien zwischen den Atomen berechnen.